# Sicixia
Sicixia és una pel·lícula gallega escrita i dirigida per Ignacio Vilar.

## Repartiment
| Actor / actriu original | Personatge     |
| ----------------------- | -------------- |
| Monti Castiñeiras       | Xiao           |
| Marta Lado              | Olalla         |
| Arantza Villar          | Alís           |
| Artur Trillo            | Tiet de Olalla |
| Daniel Trillo           | Pedro          |
| Tamara Canosa           | Doctora        |

## Galeria d'imatges

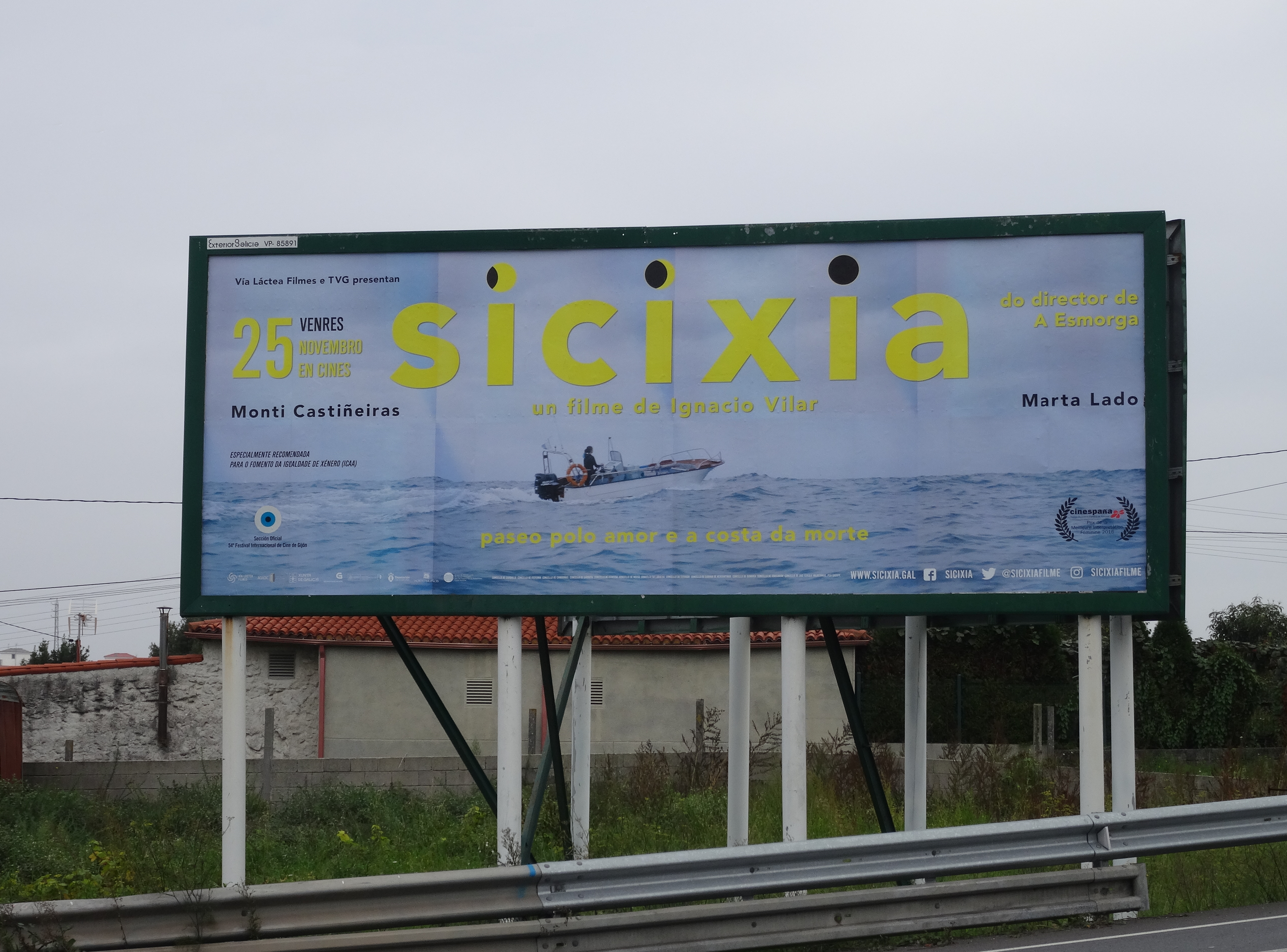
Publicitat de Sicixia.
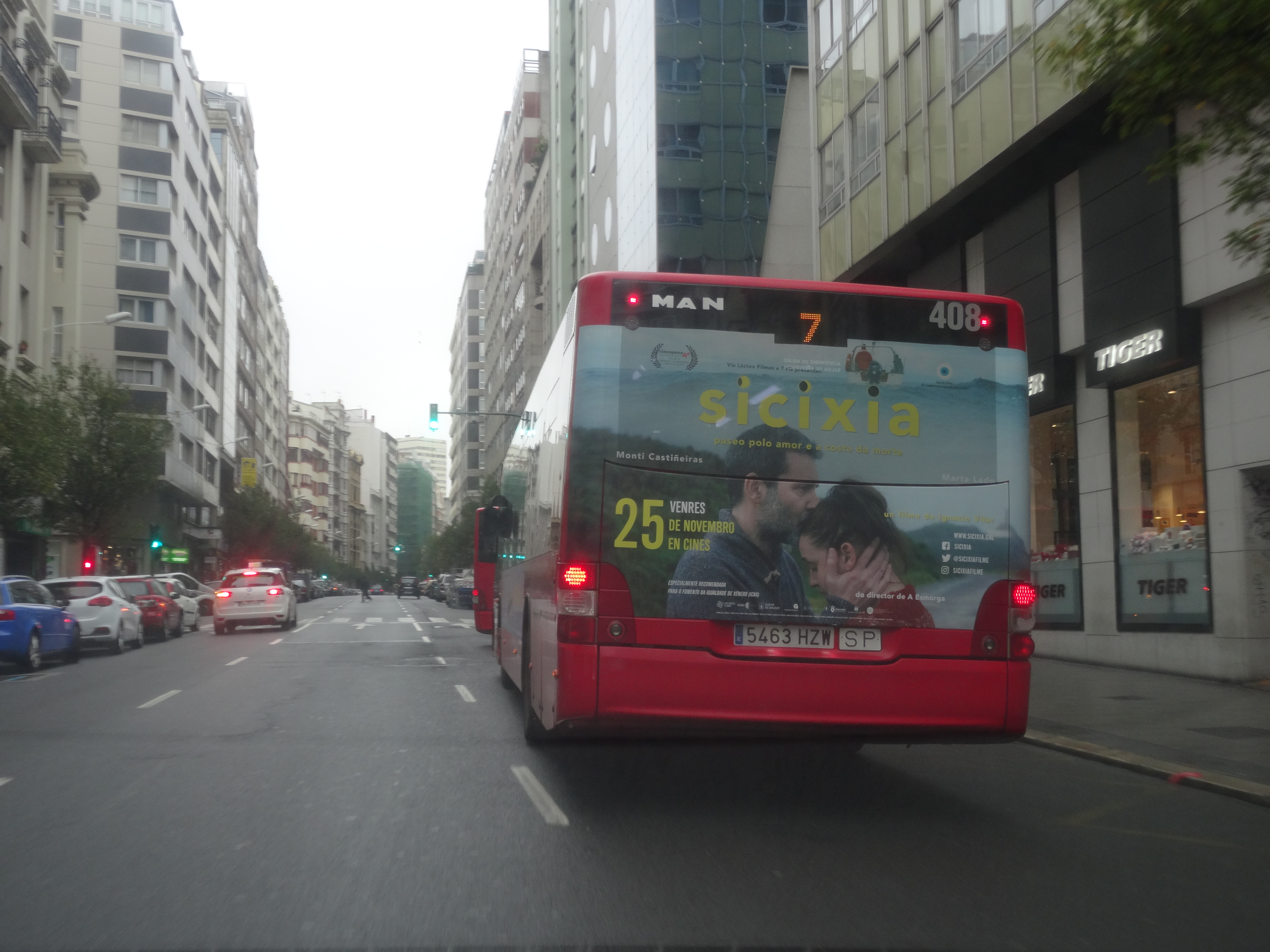
Publicitat de Sicixia.